# Rạn san hô Ningaloo

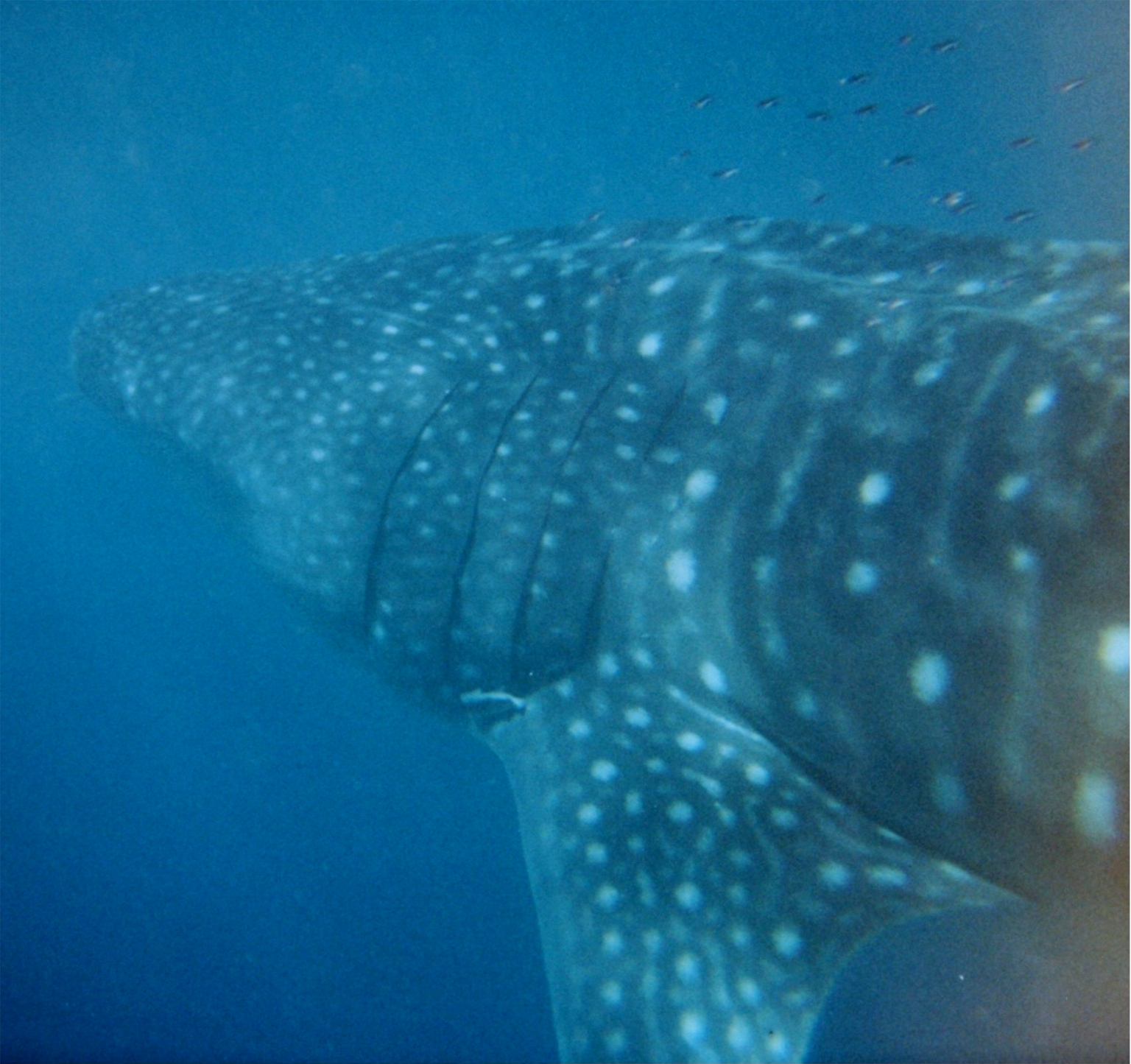
Cá mập voi tại rạn san hô ngoài khơi bờ biển Ningaloo.

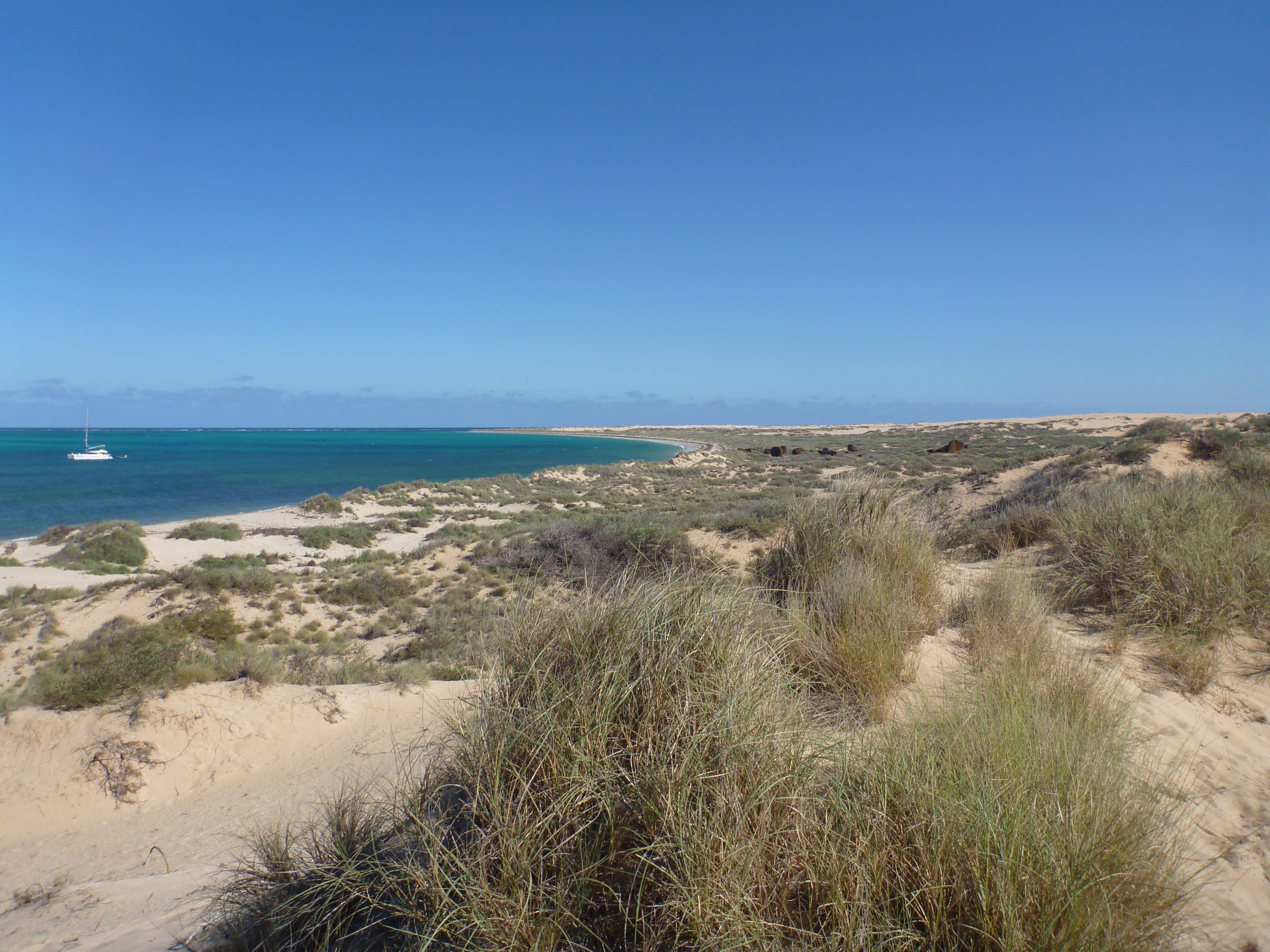
Đường bờ biển Ningaloo năm 2012.

Bờ biển Ningaloo là một Di sản thế giới nằm ở phía Tây Bắc Úc, tại một khu vực ven biển của Tây Úc. Nó có diện tích 705.015 hécta (1.742.130 mẫu Anh), nằm cách Perth 1.200 kilômét (750 mi) về phía bắc dọc theo bờ biển Đông Ấn Độ Dương. Rạn san hô Ningaloo nằm dọc theo bờ biển này dài 260 kilômét (160 mi) là rạn san hô rìa bờ lớn nhất Úc và cũng là rạn san hô lớn duy nhất nằm rất gần một khu vực đất đai rộng lớn.
Tên của vùng bờ biển và rạn san hô lấy từ ngôn ngữ của những người thổ dân bản địa Wajarri từ ningaloo có nghĩa là "mũi đất", "vùng nước sâu" hoặc "vùng đất cao nhô ra biển". Những người Yamatji của Baiyungu và Yinigudura đã sinh sống trong khu vực này trong hơn 30.000 năm.

## Mô tả
Năm 1987, rạn san hô và vùng biển xung quanh được chỉ định là Công viên biển Ningaloo. Ngày 6 tháng 1 năm 2010, địa điểm này được liệt kê vào Danh sách Di sản Quốc gia Úc theo Đạo luật Bảo vệ Môi trường và Bảo tồn Đa dạng Sinh học năm 1999. Năm 2011, khu vực bờ biển và rạn san hô của Ningaloo được UNESCO công nhận là Di sản thế giới.
Đây là khu vực nổi tiếng với loài Cá mập voi kiếm ăn từ tháng 3 đến 6. Rạn san hô Ningaloo rất giàu có các loài san hô cùng nhiều sinh vật biển khác. Trong những tháng mùa đông, đây là một phần của tuyến di cư của Cá heo, Cá cúi, Cá đuối Manta và Cá voi lưng gù. Các bãi biển là nơi sinh sản quan trọng của Rùa Quản Đồng, Đồi mồi dứa và Đồi mồi. Chúng cũng phụ thuộc vào rạn san hô như là nơi làm tổ và kiếm ăn. Rạn san hô là nhà của hơn 500 loài cá, 300 loài san hô, 600 loài động vật thân mềm cùng nhiều loài Động vật không xương sống biển khác.
Ở một số khu vực, rạn san hô nằm cách bờ chưa đầy nửa kilômét chẳng hạn như tại Vịnh San Hô. Năm 2006, các nhà khoa học của Viện Khoa học Hàng hải Úc đã phát hiện ra những khu vườn Bọt biển ở vùng nước sâu hơn của công viên biển được cho là loài hoàn toàn mới đối với khoa học. Những con Rắn biển mũi ngắn từng được nghĩ là đã tuyệt chủng cách đây 17 năm đã được tìm thấy tại vùng biển của rạn san hô vào năm 2015.

## Khu vực cụ thể

### Công viên và khu bảo tồn
- Công viên Bờ biển Bundegi
- Vườn quốc gia Cape Range
- Công viên Bờ biển Jurabi
- Công viên biển Ningaloo (liên bang)
- Ningaloo Marine Park (bang)

### Đảo và bán đảo
- Đảo Bắc Muiron
- Đảo Nam Muiron

### Khu vực công viên biển
- Khu vực bảo tồn Bundegi
- Khu vực bảo tồn Murat
- Khu vực bảo tồn Vịnh Lighthouse
- Khu vực bảo tồn Jurabi
- Khu vực bảo tồn Tantabiddi
- Khu vực bảo tồn Mangrove
- Khu vực bảo tồn Lakeside
- Khu vực bảo tồn Mandu
- Khu vực bảo tồn Ó cá
- Khu vực bảo tồn Winderabandi
- Khu vực bảo tồn Cloates
- Khu vực bảo tồn Bateman
- Khu vực bảo tồn Maud
- Khu vực bảo tồn Bồ nông
- Khu vực bảo tồn Cape Farquhar
- Khu vực bảo tồn Vịnh Gnaraloo
- Khu vực bảo tồn 3 Dặm
- Khu vực bảo tồn Rùa biển
- Khu vực bảo tồn Nam Muiron
- Khu vực bảo tồn Bắc Muiron
- Khu vực bảo tồn Đảo Sunday